# Hans Fehn
Hans Fehn (* 6. Juni 1903 in Nürnberg; † 26. Juli 1988 in Würzburg) war ein deutscher Geograph. In der geographischen Landeskunde Bayerns war er wegbereitend.

## Leben und Wirken
Hans Fehn studierte 1922–1924 in Erlangen Geschichte, Deutsch und Englisch, ab 1923 Geschichte, Deutsch und Geographie, 1924–1927 in München vornehmlich Geographie. 1927/28 absolvierte er das Staatsexamen. 1930 promovierte er in München bei Erich von Drygalski über Borneo. Dann war er bei von Drygalski als Assistent am Geographischen Institut der Universität München tätig. In befristeten Forschungsprojekten im Rahmen der Ostbayernhilfe der Bayerischen Staatsregierung (1930), dann der Ämter der nationalsozialistischen Regierung forschte er landeskundlich im Archiv und „im Feld“. In den 1930er Jahren bereiste Hans Fehn auch mehrfach den Bayerischen Wald, u. a. das hochgelegene Waldhufendorf Leopoldsreut.
1936 wurde Hans Fehn zum Dozenten ernannt. 1939–1945 leistete er Kriegsdienst, ab 1948 war er erneut als Dozent am Geographischen Institut der Universität München tätig, 1966–1970 als außerplanmäßiger Professor.
Über „fünf Jahrzehnte hinweg forschte, dokumentierte und fotografierte Hans Fehn im Raum Niederbayern und Oberpfalz. Dabei entstand eine beeindruckende Sammlung, die beinahe 2.000 Bildaufnahmen sowie zahlreiche Notizbücher, Faltkarten und weitere Dokumente umfasst. 2021 übertrug die Landesstelle für nichtstaatliche Museen in Bayern diese Sammlung an das Freilichtmuseum Finsterau.“ 2024 „wurde der Teilnachlass durch das Freilichtmuseum Finsterau aufbereitet und in Kooperation mit dem Leibniz-Institut für Länderkunde in Leipzig und der Otto-Friedrich-Universität Bamberg ausgewertet“. Bereits im August 2012 hat Klaus Fehn (Universität Bonn) einen Nachlass Hans Fehns dem Archiv für Geographie übergeben.
Hans Fehn regte den Leiter (seit 1953) des Forstamtes Bischofsreut Richard Schirmer an, zu dem 1963 aufgelösten Dorf Leopoldsreut zu publizieren und stellte ihm seine Unterlagen zur Verfügung. 1951 bis 1976 war Fehn Schriftleiter der Mitteilungen der Geographischen Gesellschaft in München. Hans Fehn hatte vier Kinder, darunter den Geographen Klaus Fehn (* 1936).

## Ehrungen
- 1973 Ernennung zum Ehrenmitglied durch die Geographische Gesellschaft München e. V.
- 1974 Bayerischer Verdienstorden

## Veröffentlichungen (Auswahl)
- Die Insel Borneo. Bausteine zu einer Landeskunde. München 1930 (= Dissertation München)
- Das Siedlungsbild des niederbairischen Tertiärhügellandes zwischen Isar und Inn. In: Mitteilungen der Geographischen Gesellschaft in München 28. München 1935, S. 1–94 (=Habilitationsschrift)
- Planmäßige Gründungen von Kleinbauernsiedlungen im niederbayerischen Tertiärhügelland im 18. Jahrhundert. In: Geographischer Anzeiger 36, Heft 8, 1935, S. 183–184
- Einfluß der sozialen Verhältnisse auf die Hausgestaltung im Markt Triftern (Niederbayern). In: Geographische Wochenschrift 3, 1935, S. 161–164
- Waldhufendörfer im hinteren Bayerischen Wald. In: Mitteilungen und Jahresberichte der Geographischen Gesellschaft Nürnberg 6. Nürnberg 1937, S. 5–61
- Zeitbedingte Wachstumserscheinungen an den Großstadträndern der Gegenwart (am Beispiel München). In: Berichte zur deutschen Landeskunde 8, 1950, S. 296–300
- mit Hanns Veit: Topographischer Atlas Bayern. München 1968
- als Hrsg.: Luftbildatlas Bayern. München 1973